# بولي هيل
بولي هيل (بالإنجليزية: Polly Hill)‏ هي  أمريكية، ولدت في 30 يناير 1907، وتوفيت في 25 أبريل 2007.